# Banshee (mythisch wezen)

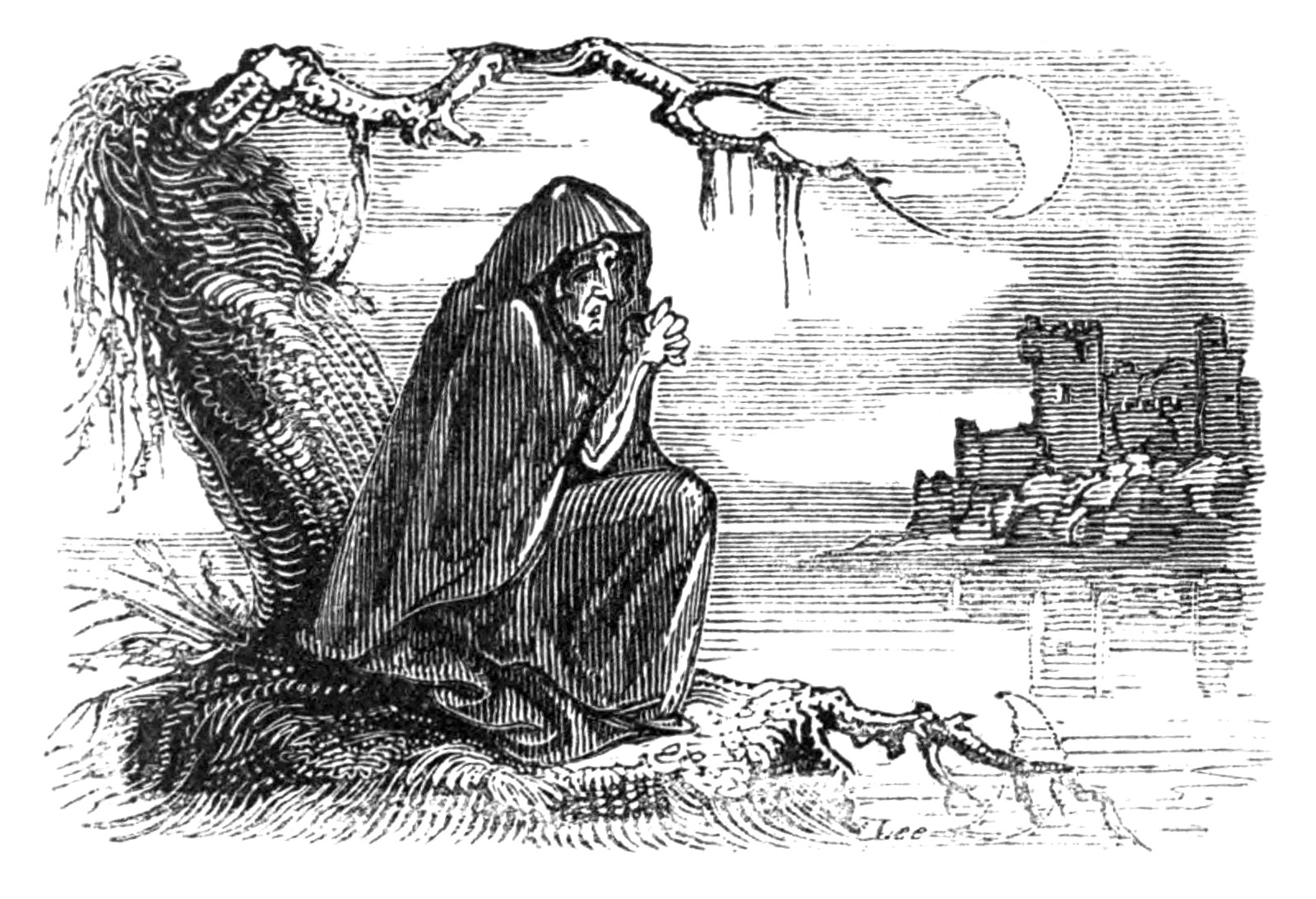
Tekening van een banshee uit Fairy Legends and Traditions of the South of Ireland door Thomas Crofton Croker, 1825

Een banshee is een fee die de dood van een mens aankondigt. Het is de Engelse fonetische spelling van het Ierse bean sí (meervoud mná sí, oude spelling bean sídhe) dat fee-vrouw betekent, de vrouwelijke vorm van duine sí (fee-persoon). In de Keltische folklore van Schotland schrijft men baobhan sith. Ze heeft lang wit haar dat ze kamt met een zilveren kam. De baobhan sith is een fee-vampier die de vorm aanneemt van een beeldschone vrouw, die door te zingen mannen verleidt en hun bloed drinkt. 

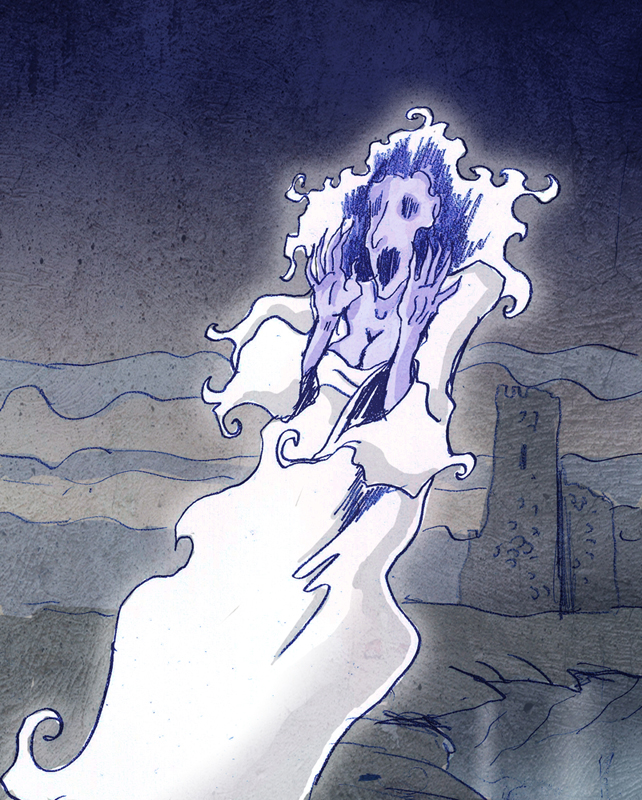
Banshee

## Banshee in de Keltische folklore van Schotland
De boabhan sith voelt zich vooral aangetrokken tot jonge mannen die buiten komen in het donker en jagers, omdat hun kleren kunnen ruiken naar bloed. Ze draagt vaak lange groene jurken om haar gespleten hoeven (een teken van duivelachtigheid) te verbergen. Meer nog dan andere vampiersoorten, leeft zij teruggetrokken uit de maatschappij. De boabhan sith bekommert zich niet om haar kracht, ze wil gewoon jagen. Ze benadert haar slachtoffers door ze uit te nodigen met haar te dansen. Terwijl ze met de mannen danst, voedt de baobhan sith zich door hun bloed te zuigen, tot ze sterven. Doordat ze hen betovert, merken haar danspartners daar niets van, maar ze houden er wel enorme wonden op na in hun nek en op hun schouders. Enkel vrouwelijke slachtoffers, en niet mannelijke, veranderen op hun beurt in een boabhan sith. De meeste van hen waren vroeger heksen die hun vaardigheden blijven gebruiken na hun dood. De baobhan sith vestigt zich meestal in bossen of bergen, altijd in een natuurlijke omgeving, waar ze onder de grond een afgesloten doodskist heeft om overdag in te rusten. In tegenstelling tot andere vampieren, gebruikt zij niet haar tanden maar lange, scherpe vingernagels om bloed te trekken. Haar nagels lijken heel gewoon, maar veranderen in klauwen wanneer ze aanvalt.
De baobhan sith kan zich transformeren in dieren, maar niet in een vleermuis, en door gedaanteveranderingen verliest ze haar toverkrachten. Het dier dat haar voorkeur geniet, is de wolf. Soms verandert ze zich ook in een kraai of raaf en valt ze aan in kleine groepen van soortgenoten. Daarnaast kan ze elke taal spreken die haar slachtoffer kent door een vorm van telepathie, maar doet dat wel met een vreemd accent. Doordat de baobhan sith een fee is, is ze te kwetsen en doden met ijzer. Daarnaast kan deze vampier verdreven worden met paarden, want daar is ze bang voor. Haar overweldigende schoonheid is moeilijk te weerstaan, zelfs voor diegenen die begrijpen hoe gevaarlijk ze is.

## Banshee in de Ierse folklore
Volgens het gebruik zong een vrouw een lied (Iers: caoineadh, IPA: [ˈkiːnʲə]) bij begrafenissen. Volgens de legende zou dit bij vijf grote Ierse clans, de O'Gradys, de O'Neills, de O'Briens, de O'Connors, en de Kavanaghs, door elfenvrouwen gedaan zijn. In de Táin Bó Cúailnge wordt Fráech mac Idad na zijn dood door honderdvijftig vrouwen van de sídhe zijn grafheuvel in gedragen. Volgens een verhaal verscheen een banshee aan Brian O'Bua, een Ierse koning. Hij liep door het bos en zag toen een vrouw kleren wassen die bedekt waren met bloed en zij huilde. De volgende dag werd Brian dood aangetroffen in zijn tent. Dit zou omstreeks het jaar 1000 gebeurd zijn; sindsdien horen mensen vaak de ijselijke gil van de banshee en de dag daarna is een familielid of een kennis gestorven. De banshee is een populair deel van de Ierse folklore.

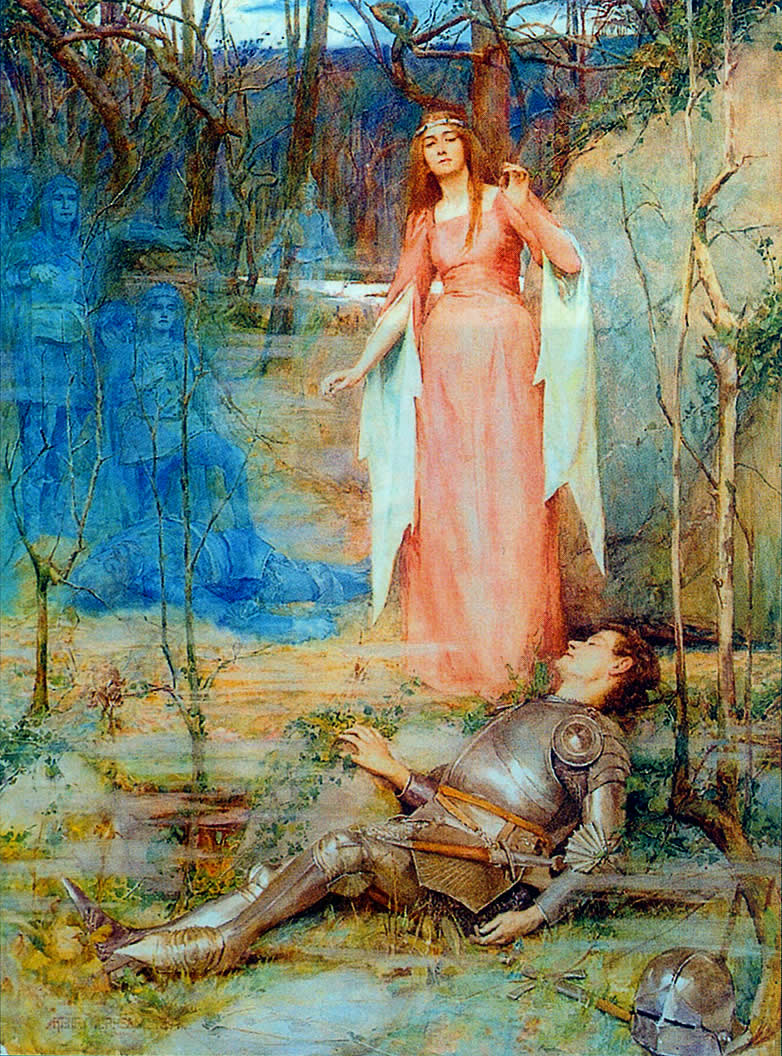
Afbeelding van Henry Meynell Rheam, 1897-1901
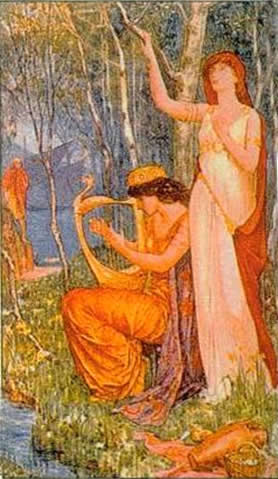
Afbeelding van Henry Justice Ford, 1902

## Verbanden met andere verhalen
- Ook zeemeerminnen en sirenen staan wereldwijd bekend om het feit dat ze hun haren kammen; zie bijvoorbeeld Watramama, de vorstin van rivieren.